# Hervé Le Crosnier
Hervé Le Crosnier est un universitaire français né le 28 décembre 1953.
Enseignant-chercheur à l'université de Caen, il dispense des enseignements sur les technologies du web (informatique) et la culture numérique (sciences de l'information).

## Biographie
Ancien conservateur des bibliothèques, Hervé Le Crosnier a créé la liste de diffusion Biblio-fr qui a servi de forum aux bibliothécaires et professionnels du livre et de la documentation de 1993 à 2009,,.
En 1990, il soutient sa thèse de doctorat en Sciences de l'information et de la communication, intitulée Systèmes d'accès à des ressources documentaires : vers des anté-serveurs intelligents, à l’Université d'Aix-Marseille III, sous la direction de Parina Hassanaly.

### Recherches
Ses recherches portent sur les relations entre Internet, et plus généralement le numérique et la société ; il travaille notamment sur la théorie des biens communs et sur la communication scientifique.
Il appelle en 2015 à un mouvement collectif global des non-alignés de la connaissance, pour concurrencer l’hégémonie de Google dans le domaine. Il s’inquiète du fait que cette compagnie ne fait que numériser les titres qui sont susceptibles de leur apporter des revenus publicitaires, ainsi, selon lui, « ce qui ne sera pas numérisé va disparaître. On pourra toujours se le procurer, mais ça ne fera pas partie de ce qui est présent à l’esprit des gens ». De plus, Google n’organise pas le savoir, contrairement aux bibliothèques, qui ont ici un rôle essentiel dans la diffusion du savoir.
Il s’intéresse aux conséquences de cette nouvelle culture numérique sur plusieurs aspects de nos vies ; par exemple, qu’est-ce que ça change dans la société ? Dans les rapports de travail ? Devons-nous filtrer ou même censurer Internet ? Est-ce que la culture numérique a besoin de médiation ? Comment cette culture affecte les institutions scolaires ? Face aux géants technologiques, Le Crosnier plaide pour une meilleure éducation de la population pour qu’ainsi le cyberespace devienne un lieu stratégique de renouveau de la politique démocratique et des luttes d’émancipation.
Selon lui, le néo-libéralisme fait que « dans tous les domaines [et notamment le domaine numérique, NDRL] on est aujourd’hui confrontés à une extension de la logique d’exclusion des communs », c'est-à-dire à la casse des biens communs au profit de biens privés.
Ses enseignements de culture numérique sont disponibles en ligne sous la forme de ressources éducatives libres sur le site canal U[pertinence contestée].

## Publications

### Monographies
- La micro-informatique : un nouveau secteur de la bibliothèque, Paris, Éd. du Cercle de la librairie, coll. « Bibliothèques », 1986 (ISBN 2-7654-0339-2)
- L'Édition électronique : publication assistée par ordinateur, information en ligne, médias optiques, Paris, Éd. du Cercle de la librairie, coll. « Bibliothèques », 1988 (ISBN 2-7654-0407-0)
- Édition :  Reproduction numérisée, Paris : Bibliothèque nationale de France, 2009

### Édition scientifique
- La neutralité de l'Internet : un enjeu de communication, Valérie Schafer et Hervé Le Crosnier ; avec la collaboration de Francesca Musiani, Paris : CNRS éd., impr. 2011, 174 p., (ISBN 978-2-271072-65-8)
- Propriété intellectuelle : géopolitique et mondialisation, Mélanie Dulong de Rosnay, Hervé Le Crosnier ; [avec la participation de Danièle Bourcier, Amar Lakel, Françoise Massit-Folléa, et al.], Paris : CNRS éd., 2013, 225 p.  (ISBN 978-2-271-07622-9)[14].
- Culturenum : jeunesse, culture & éducation dans la vague numérique, coordination, Hervé Le Crosnier, Caen : C&F éd., impr. 2013.  (ISBN 978-2-915825-31-2)[15].
- Net.lang : réussir le cyberespace multilingue, [coordonné par le] Réseau Maaya ; édition et coordination, Laurent Vannini, Hervé Le Crosnier, Caen : C&F éd., 2012  (ISBN 978-2-915825-08-4).
- En communs : une introduction aux communs de la connaissance, Caen, C&F, coll. « Blogollection », 2015 (ISBN 978-2-915825-60-2).